# Grigorij Naumovics Csuhraj
Grigorij Naumovics Csuhraj (oroszul: Григорий Наумович Чухрай; Melitopol, Ukrajna, 1921. május 23. – Moszkva, 2001. október 29.)  szovjet filmrendező. A hruscsovi időszakban a szovjetorosz film reprezentatív alakja. Fia Pavel Csuhraj (1946) filmrendező és operatőr, lánya Jelena Grigorjevna (1961) a moszkvai filmfőiskola filmtörténész szakán végzett.

## Élete
Talán ukrán származású. Apja Naum Zinovjevics Rubanov, anyja Klavgyija Petrovna Csuhraj. Hároméves korában szülei különváltak. Ezután a gyermek anyja nevét kapta meg. Amikor nevelőapját 1935-ben egy mezőgazdasági akadémia elvégzésére Moszkvába küldték, a család is vele tartott. Az akadémia végeztével, 1938-ban a szülők egy ukrajnai faluba költöztek, ahol nevelőapja kolhozelnök volt, de Grigorij Csuhraj még egy évig a fővárosban maradt, hogy befejezze az iskolát. 1939-ben jelentkezett a moszkvai filmfőiskolára.
Nemeskürty István – egy 1961. évi interjúra alapozott – írása szerint föl is vették, megkezdte tanulmányait, melyeket a háború miatt 1941-ben meg kellett szakítania. Valójában 1939 végén, még a felvételi vizsgák előtt behívták katonának. (Egy forrás tudni véli, hogy a szovjet–finn háborúban is részt vett.)
1941 augusztusában a gyalogságtól átjelentkezett a légideszant-egységekhez, és így harcolta végig a második világháborút. Egyebek között részt vett a sztálingrádi csatában, a szlovák nemzeti felkelés előkészítésében és a magyarországi harcokban. Többször súlyosan megsebesült, utoljára 1945 áprilisában Magyarországon; hosszabb ideig feküdt egy kecskeméti katonakórházban. Sebesülése miatt 1945 decemberében – főhadnagyként és több kitüntetéssel – tartalékos állományba helyezték. Közben, 1944. május 9-én megnősült (felesége, Iraida Pavlovna tanítóképző főiskolát végzett). 1946 őszén tért haza, ekkor született fiuk, Pavel.

## Filmrendezői pályája
Hazatérése után felvették a moszkvai filmfőiskola (VGIK) rendezői szakára, Szergej Jutkevics és Mihail Romm osztályába. 1953-ban Mihail Romm meghívta a Krímbe asszisztensnek A flotta hőse című filmjének forgatásához. Miután befejezte a főiskolát, a kijevi filmstúdiónál (ma: Dovzsenko Filmstúdió) asszisztenskedett, majd 1955-ben a moszkvai Moszfilm Stúdióhoz (Moszfilm) kérte át magát, hogy megrendezhesse első önálló filmjét, A negyvenegyedik-et. Mihail Romm támogatásával sikerült megvalósítania tervét és ettől kezdve végig a Moszfilm munkatársa maradt.
Pályafutásának első öt éve az életút legproduktívabb időszaka volt; ekkor készített első három filmje fontos szerepet játszott az orosz, szovjet film megújulásában. Az első a polgárháború (az 1920-as évek eleje), a következő a második világháború idején játszódik, a harmadik az 1950-es évek közepéig tartó bő két évtizedet fogja át. A társadalmi mondanivaló mellett mindháromban központi helyet kap a szerelem.

### Az első öt év
- A negyvenegyedik (1956) Borisz Andrejevics Lavrenyov elbeszélése alapján készült, melynek motívumaiból először Jakov Protazanov készített filmet 1927-ben. Csuhraj főiskolásként látta a némafilmet és már akkor elhatározta, hogy a témát ő is feldolgozza. A polgárháború idején játszódó történetben a vörösök a fogságukba esett cári tiszt (Oleg Sztrizsenov) őrzését egy fiatal mesterlövész-lányra (Izolda Izvickaja) bízzák, aki addig már negyven ellenséges katonát lőtt le. A különleges helyzetben, egymásra utalva egy szigeten, a lány beleszeret rokonszenves, kulturált ellenségébe, de csak úgy tudja őt megakadályozni küldetésének teljesítésében, hogy agyonlövi. A fehérgárdista tiszt ugyanúgy teljesíteni akarná feladatát, mint a lány a magáét: a tragikum a helyzetből, az egyéni érzelmek és a két táborra szakadt társadalommal szemben vállalt kötelesség összeütközéséből fakad. Csuhraj szakított a „fehér” tiszt mindaddig kötelező, egyoldalúan negatív ábrázolásával. Az ellenségét szenvedélyesen megszerető „vörös” katonalány – hivatalos szovjet körök számára botrányos – történetét csak nehezen tudta elfogadtatni, és az elfogadott forgatókönyvtől a felvételek során több helyen eltérve készítette el. Filmje az 1957-es cannes-i filmfesztivál egyik díját kapta.
- A Ballada a katonáról (1959) központi alakja egy kiskatona (Vlagyimir Ivasov alakítja), aki nem halált megvető bátorsággal harcol, nem feláldozza magát, – ahogy a korábbi sematikus szovjet háborús filmekben volt látható –, hanem a rátámadó német harckocsik elől rémülten menekülve és csak véletlenül válik hőssé: kilő két tankot. A kilátásba helyezett kitüntetés helyett pedig négy nap szabadságot kér, otthagyja a frontvonalat, hogy meglátogassa anyját és vidéki házukban megjavíthassa a tetőt. A film nagyobbik része a hazafelé tartó út különböző epizódjaiból áll, életszerű helyzetekkel és csak rövid időre összefonódó egyéni sorsokkal. A falujába tartó kiskatona megismerkedik egy fiatal lánnyal (Zsanna Prohorenko alakítja), segít neki elrejtőzni a katonai szerelvény vagonjában. Utazás közben kölcsönös vonzalom ébred bennük, de mindketten sietnek valakihez, és elválnak. Mire a katona végül hazaér anyjához, – a néző a film elejétől tudja, hogy utoljára látják egymást –, már indul is vissza, mert letelt a szabadság. A hamis pátoszt kerülő, bár kissé idealizált alakokat szerepeltető, de mélyen emberi történet nem csak hazájában, hanem világszerte sikert aratott. Egyik hazai méltatója „tökéletes remekmű”-nek nevezte, melyből „sem elvenni, sem hozzátenni nem lehetett.”[5] A filmet többek között az 1960-as cannes-i filmfesztiválon a legjobb részvétel díjával tüntették ki és a Brit Film- és Televíziós Akadémia a legjobb filmnek járó díját is elnyerte (1962).
- A Tiszta égbolt (1961) a Sztálin halálát követő úgynevezett „olvadás” éveiben kezdődik és innen visszatekintve mutatja be egy szovjet pilóta (Jevgenyij Urbanszkij alakítja) és felesége életét. A háborúban német fogságba esett férfit hazatérve gyanakvás és bizalmatlanság fogadja. Nem repülhet, tisztességes munkát sem kap, a fojtogató légkörben inni kezd, csak felesége tart ki mellette. Sztálin halála után a légkör megváltozik, a volt hadifogoly visszakapja kitüntetését, a gyanakvás megszűnik. A film végén újra aktív berepülőpilóta, akinek repülését felesége aggódva követi. A Tiszta égbolt „a sztálinizmus nyílt tagadása”,[6] "az első tudatos leszámolás filmen a személyi kultusszal".[7] Itt azonban már kiütköznek a csuhraji ábrázolásmód bizonyos korlátai is: a bőbeszédűség, a körülményes meseszövés vagy az olyan sablonok alkalmazása, mint a folyón elinduló jégzajlás az „enyhülés” képi ábrázolásaként vagy a pályaudvaron várakozó asszonyok előtt megállás nélkül elszáguldó vonat sokkoló képsora. Filmje az 1961. évi Moszkvai Nemzetközi Filmfesztivál fődíját nyerte el.

### Későbbi munkái
A Tiszta égbolt-ban már megmutatkozó hibák: a meseszövés hiányosságai, a hatásvadászó és túlzóan érzelmes hatások a rendező következő játékfilmfilmjében (Volt egyszer egy öregember…, 1964) eluralkodnak és azt szinte élvezhetetlenné teszik. A film az 1965. évi cannes-i fesztiválon sem aratott sikert. A kudarc után hosszú alkotói szünet következett, mely egybeesett és részben magyarázható is a politikában történt nagy változásokkal. Csuhraj egy késői interjújából kiderül, hogy a hruscsovi „olvadás” idején reménykedett az ország újjászületésében, de Brezsnyev hatalomra kerülését tragikusnak tartotta; a sztálini személyi kultusz után szerinte ez volt a „brezsnyevi személytelenség kultusza” (kult bezlicsnosztyi Brezsnyeva).
1966-tól 1971-ig rendezést tanított a filmfőiskolán. A reformok lehetősége és az értelmes társadalmi cselekvés reményében 1966-ban megszervezte, majd vezette az önelszámoló rendszerben működő kísérleti filmstúdiót, mely a Moszfilm kísérleti alkotóműhelye lett. A stúdió sikeres volt, 1976-ban mégis megszüntették. 
E tíz év alatt csupán egyetlen filmet, egy dokumentumfilmet rendezett: az Emlékezésben (1970) azt kutatta, hogyan emlékeznek a sztálingrádi csatára a világ különböző városaiban és Moszkvában, a Kreml falai alatt. Sokáig dédelgetett tervét, az élete főműveként elgondolt Sztálingrád című játékfilm megvalósítását nem tették neki lehetővé. Második infarktusa idején tudta meg, hogy azonos címen Jurij Ozerov készül Sztálingrád-filmet forgatni, nyilvánvalóan a saját koncepciója alapján.
A hetvenes évek végén mintha magára talált volna, egymás után két játékfilmet rendezett. Az 1977-ben forgatott Ingovány-t 1978 végén mutatták be, de csak rövid ideig forgalmazták. Az egyszerű falusi asszony férje elesett, idősebbik fia pedig eltűnt a fronton. Egy bombázásban megsebesült kisebbik fiát az anya ijedtében hazaviszi és nem engedi harcolni, hanem évekig a padláson bújtatja. Így valóban megmenti életét, de közben a fiú elvadul, anyját állandó vádakkal illeti; a helyzettől és a lelkifurdalástól az anya maga is tönkre megy. Mire anyja halála után a fiú feladja magát, már morálisan halott. A film hazájában ellentétes reakciókat váltott ki, hiszen a háborús évekről szóló rendhagyó, keserű alkotás.
Utolsó játékfilmje, Az élet szép (1980) szovjet–olasz koprodukcióban készült és nem keltett különösebb figyelmet. Egy fiktív országban játszódik, melyet katonai junta irányít. Főhőse egy taxisofőr, aki akarata ellenére az illegalitásban küzdő ellenállási mozgalomba sodródik.
A következő húsz évben egy dokumentumfilmen kívül Csuhraj mást nem is rendezett. A Megtanítlak titeket álmodni Mark Donszkoj filmrendezőnek állít emléket, aki több szovjet filmest indított el a pályán, többek között a rendező kezdeti lépéseit is segítette a kijevi filmstúdióban.
Csuhraj számos állami kitüntetést, külföldi fesztivál- és szakmai díjat kapott. Életművét hazájában Nyika-díjjal (1993) ismerték el.

## Filmjei
- 1956 – A negyvenegyedik (Сорок первый) – (Borisz Lavrenyov elbeszélése alapján; forgatókönyv: Grigorij Koltunov.)
- 1959 – Ballada a katonáról (Баллада о солдате) – (Forgatókönyvíró is, Valentyin Jezsovval.)
- 1961 – Tiszta égbolt (Чистое небо) – (Forgatókönyv: Danyiil Hrabrovickij.)
- 1964 – Volt egyszer egy öregember… (Жили-были старик со старухой) – (Forgatókönyv: Julij Dunszkij, Valerij Frid.)
- 1970 – Emlékezés (Память) – (Dokumentumfilm.)
- 1977 – Ingovány (Трясина)– (Forgatókönyvíró is, Viktor Merezskóval.)
- 1980 – Az élet szép (Жизнь прекрасна / La vita è bella) – (Forgatókönyvíró is; szovjet-olasz koprodukció.)
- 1984 – Megtanítlak titeket álmodni (Я научу вас мечтать) – (Dokumentumfilm. Társrendező Jurij Svirjovval; forgatókönyvíró is, Mark Volockijjal.) Gorkij Filmstúdió